# Rasak
Rāsak (farsi راسک) è il capoluogo dello shahrestān di Sarbaz, circoscrizione Centrale, nella provincia del Sistan e Baluchistan in Iran. Aveva, nel 2006, una popolazione di 5.931 abitanti. Si trova sulla strada statale 95 che collega Iranshahr a Chabahar.